# ستيفن مونري
ستيفن مونري (بالإنجليزية: Steven R. Monroe)‏ (15 سبتمبر 1964 -) هو مخرج وكاتب أفلام أمريكي. أشهر أفلامه بصقت على قبرك و بصقت على قبرك 2 .

## روابط خارجية
- ستيفن مونري على موقع IMDb (الإنجليزية)
- ستيفن مونري على موقع ألو سيني (الفرنسية)
- ستيفن مونري على موقع أول موفي (الإنجليزية)
- ستيفن مونري على موقع قاعدة بيانات الأفلام السويدية (السويدية)
- ستيفن مونري على موقع قاعدة بيانات الفيلم (الإنجليزية)
- ستيفن مونري على موقع كينوبويسك (الروسية)